# Kathleen O'Malley
Pour les articles homonymes, voir O'Malley.
Kathleen O'Malley est une actrice américaine, née le 31 mars 1924 à Worcester (Massachusetts) et morte le 25 février 2019.

## Biographie
Fille de l'acteur Pat O'Malley (1890-1966), Kathleen O'Malley apparaît d'abord bébé au cinéma dans son unique film muet, My Old Dutch (en) de Laurence Trimble (1926, avec May McAvoy et Pat O'Malley). Après l'avènement du parlant, suivent cinquante-quatre autres films américains, depuis L'Impossible Amour de Vincent Sherman (1943, avec Bette Davis et Miriam Hopkins) jusqu'à Black Sheep de Penelope Spheeris (1996, avec David Spade et Chris Farley).
Dans l'intervalle, mentionnons Le Convoi des braves de John Ford (1950, avec Ward Bond et Ben Johnson), ainsi que plusieurs réalisations de Don Siegel, dont À bout portant (1964, avec Lee Marvin et Angie Dickinson), Le Dernier des géants (1976, avec John Wayne et Lauren Bacall) et La Flambeuse de Las Vegas (son avant-dernier film, 1982, avec Bette Midler et Ken Wahl).
Pour la télévision américaine, Kathleen O'Malley contribue à soixante-neuf séries entre 1951 et 1998, dont La Grande Caravane (cinq épisodes, 1957-1964), Columbo (un épisode, 1974) et Supercopter (deux épisodes, 1984-1985).
S'ajoutent six téléfilms, depuis Women in Chains (en) de Bernard L. Kowalski (1972, avec Ida Lupino et Belinda Montgomery) jusqu'à Isabel's Choice (en) de Guy Green (1981, avec Jean Stapleton et Richard Kiley).

## Filmographie partielle

### Au cinéma
- 1926 : My Old Dutch de Laurence Trimble : Herbert Brown bébé
- 1943 : L'Impossible Amour (Old Acquaintance) de Vincent Sherman : une étudiante
- 1944 : La Reine de Broadway (Cover Girl) de Charles Vidor : une vendeuse de cigarettes
- 1945 : Les Amours de Salomé (Salome Where She Danced) de Charles Lamont : une partenaire de Salomé
- 1945 : Deanna mène l'enquête (Lady on a Train) de Charles David : une photographe
- 1946 : Ses premières ailes (Gallant Journey) de William A. Wellman
- 1947 : Dernière lune de miel (Lost Honeymoon) de Leigh Jason:
- 1947 : L'Étoile des étoiles (Down to Earth) d'Alexander Hall : Dolly
- 1948 : Ma vie est une chanson (Words and Music) de Norman Taurog : une jeune femme dans le parc
- 1948 : Vivons un peu (Let's Live a Little) de Richard Wallace
- 1950 : Le Convoi des braves (Wagon Master) de John Ford : Prudence Perkins
- 1951 : Convoi de femmes (Westward the Women) de William A. Wellman : une jeune pionnière
- 1952 : L'Affaire de Trinidad (Affair in Trinidad) de Vincent Sherman : une hôtesse
- 1952 : Mademoiselle Gagne-Tout (Pat and Mike) de George Cukor : une golfeuse
- 1953 : La Dernière Minute (Count the Hours) de Don Siegel
- 1953 : L'Équipée sauvage (The Wild One) de László Benedek
- 1954 : Le Secret magnifique (Magnificent Obsession) de Douglas Sirk
- 1954 : Alibi meurtrier (Naked Alibi) de Jerry Hopper : Jean Jenkins
- 1954 : Brigadoon de Vincente Minnelli : la fille aux seaux de lait
- 1955 : Permission jusqu'à l'aube (Mister Roberts) de John Ford, Mervyn LeRoy et Joshua Logan : une infirmière
- 1964 : À bout portant (The Killers) de Don Siegel : Mlle Leslie, la réceptionniste
- 1967 : Les Riches Familles (Rosie!) de David Lowell Rich : une secrétaire
- 1968 : Police sur la ville (Madigan) de Don Siegel : une femme
- 1968 : Un shérif à New York (Coogan's Bluff) de Don Siegel
- 1970 : Airport de George Seaton : Mme Chuck Beale, une passagère
- 1971 : L'Inspecteur Harry (Dirty Harry) de Don Siegel : une femme au Jaffe's Cafe
- 1973 : Tuez Charley Varrick ! (Charley Varrick) de Don Siegel : Jessie
- 1976 : Le Dernier des géants (The Shootist) de Don Siegel : l'institutrice
- 1977 : Un espion de trop (Telefon) de Don Siegel : Mme Maloney
- 1978 : The Toolbox Murders de Dennis Donnelly : une femme criant
- 1982 : La Flambeuse de Las Vegas (Jinxed!) de Don Siegel : la mère
- 1996 : Black Sheep de Penelope Spheeris : Mme Oneacre

### Télévision

#### Séries télévisées (liste partielle)
- 1957-1964 : La Grande Caravane (Wagon Train)
  - Saison 1, épisode 11 The Zeke Thomas Story (1957) de John Brahm : une jeune pionnière
  - Saison 4, épisode 3 The Albert Farnsworth Story (1960) d'Herschel Daugherty : Sharry O'Toole
  - Saison 5, épisode 3 The Maud Frazer Story (1961 - Dolly) de David Butler et épisode 18 The Dr. Denker Story (1962 - Emma Beaufort)
  - Saison 8, épisode 12 Little Girl Lost (1964) de Virgil W. Vogel : la deuxième mère
- 1959 : Maverick
  - Saison 2, épisode 16 Gun-Shy de Leslie H. Martinson : Amy Ward
- 1959 : Laramie
  - Saison 1, épisode 12 Man of Gold de Lesley Selander : l'épouse
- 1959-1962 : Rawhide
  - Saison 2, épisode 5 Le Puits de Jacob (Incident at Jacob's Well, 1959) de Jack Arnold : Mme Henry
  - Saison 5, épisode 7 Les Trois Troupiers (Incident of the Dogfaces, 1962) de Don McDougall : Mme Dobkins
- 1963 : Suspicion (The Alfred Hitchcock Hour)
  - Saison 1, épisode 15 Le 31 février (The Thirty-First of February) d'Alf Kjellin : Valérie Anderson
- 1963 : Leave It to Beaver
  - Saison 6, épisode 16 Wallys Buys a Car (la femme) de David Butler et épisode 35 Wally's Practical Joke (Mme Halloran) de David Butler
- 1963 : Perry Mason, première série
  - Saison 7, épisode 4 The Case of the Deadly Verdict de Jesse Hibbs : la première matrone
- 1963 : Bonanza
  - Saison 4, épisode 27 Mirror of a Man de Lewis Allen : Janey Breckenridge
  - Saison 5, épisode 8 Journey Remembered d'Irving J. Moore : Mme Payne
- 1963 : Adèle (Hazel)
  - Saison 3, épisode 9 The Baby Came C.O.D. de William D. Russell : une infirmière
- 1964 : La Quatrième Dimension (The Twilight Zone)
  - Saison 5, épisode 16 Le Recyclage de Salvadore Ross (The Self-Improvement of Salvadore Ross) de Don Siegel : une infirmière
- 1964 : Les Monstres (The Munsters)
  - Saison 1, épisode 7 L'Homme d'acier (Tin Can Man) d'Earl Bellamy : l'épouse
- 1964-1965 : Le Fugitif (The Fugitive)
  - Saison 1, épisode 24 Flight from the Final Demon (1964) de Jerry Hopper : une employée du télégraphe
  - Saison 2, épisode 24 Everybody Gets Hit in the Mouth Sometimes (1965) d'Alexander Singer : une réceptionniste
- 1965 : Sur la piste du crime (The F.B.I.)
  - Saison 1, épisode 2 Image in a Cracked Mirror de William A. Graham : une standardiste
- 1966 : Mission impossible (Mission: Impossible), première série
  - Saison 1, épisode 12 Extradition (Fakeout) de Bernard L. Kowalski : une chercheuse
- 1966-1970 : Gunsmoke ou Police des plaines (Gunsmoke ou Marshal Dillon)
  - Saison 12, épisode 8 The Whispering Tree (1966) de Vincent McEveety : la mère
  - Saison 16, épisode 4 Sam McTavish, M.D. (1970) de Bernard McEveety : Bridget O'Reilly
- 1967 : Le Virginien (The Virginian)
  - Saison 5, épisode 23 Doctor Pat de Don McDougall : Katy Anderson
- 1967 : Cher oncle Bill (Family Affair)
  - Saison 2, épisode 5 The Other Cheek de Charles Barton : Mme Michaels
- 1968 : Les Espions (I Spy) 
  - Saison 3, épisode 23 Conforme au plan (Suitable for Framing) d'Earl Bellamy : l'épouse du touriste
- 1969 : Auto-patrouille (Adam-12)
  - Saison 2, épisode 10 Log 143: Cave d'Alan Crosland Jr. : Ida Brady
- 1971 : Docteur Marcus Welby (Marcus Welby, M.D.)
  - Saison 3, épisode 2 A Portrait of Debbie d'Arnold Laven : Mme Davenport
- 1971-1972 : The Bold Ones: The New Doctors
  - Saison 3, épisode 3 One Lonely Step (1971 - l'infirmière Caine), épisode 4 Close-Up (1971 - Mary) et épisode 8 Moment of Crisis (1972 - une infirmière)
- 1972 : L'Homme de fer (Ironside)
  - Saison 6, épisode 1 Cinq jours de survie, 1re partie (Five Days in the Death of Sgt. Brown, Part I) : une infirmière de nuit
- 1972-1976 : Cannon
  - Saison 2, épisode 7 Stupéfiants (A Long Way Down, 1972) de George McCowan : une infirmière
  - Saison 5, épisode 19 Le Pays des songes (Revenge, 1976) de Paul Stanley : une secrétaire
- 1973 : The Mary Tyler Moore Show
  - Saison 3, épisode 16 Lou's Place de Jay Sandrich : Betty Dotson
- 1973-1978 : La Famille des collines (The Waltons)
  - Saison 1, épisode 22 The Bicycle (1973) d'Alf Kjellin : Sarah Tyler
  - Saison 2, épisode 7 The Prize (1973 - la matelasseuse) de Philip Leacock et épisode 11 The Substitute (1973 - Ethel Richardson) de Lee Philips
  - Saison 6, épisode 16 The Festival (1978) : Mme Wilkens
- 1973-1979 : Barnaby Jones
  - Saison 2, épisode 1 Blind Terror (1973) de Walter Grauman : Mme Selby
  - Saison 4, épisode 7 Flight to Danger (1975) : une agent de maintenance
  - Saison 7, épisode 16 The Enslaved (1979) : Margaret
- 1974 : Columbo
  - Saison 4, épisode 1 Exercice fatal (An Exercice in Fatality) de Bernard L. Kowalski : une infirmière
- 1975 : Baretta
  - Saison 1, épisode 4 Sous haute surveillance (If You Can't Pay the Price...) de Bernard L. Kowalski : Shirley
- 1976 : Isis
  - Saison 2, épisode 1 L'Aveugle (Seeing Eye Horse) d'Earl Bellamy : Mme Schuster
- 1982 : Hôpital central (General Hospital), feuilleton, épisodes indéterminés : Mme Moss
- 1982 : Frank, chasseur de fauves (Bring 'Em Back Alive)
  - Saison unique, épisode 9 Les Évadés de Kampoon (Escape from Kampoon) de Paul Krasny : Sœur Nadine
- 1983 : Dynastie (Dynasty)
  - Saison 4, épisode 6 Tendres Amitiés (Tender Comrades) de Philip Leacock : Emma
- 1984 : L'Agence tous risques (The A-Team)
  - Saison 3, épisode 11 Les Cloches de Sainte-Marie (The Bells of St. Mary's) : Sœur Catherine
- 1984-1985 : Supercopter (Airwolf)
  - Saison 2, épisode 9 Vol 093 (Flight #093 Is Missing, 1984) de Bernard L. Kowalski : Mme Smith
  - Saison 3, épisode 3 L'Éclaireur (And a Child Shall Lead, 1985) : Sœur Monica
- 1985 : Superminds (Misfits of Science)
  - Saison 1, épisode pilote (Deep Freeze) : Mme Hayes
- 1985 : Des jours et des vies (Days of our Lives) (2 épisodes) : Mildred
- 1990 : La loi est la loi (Jake and the Fatman)
  - Saison 4, épisode 9 Les Ripoux (Goodbye) de Bernard L. Kowalski : Mme Milkin
- 1994 : Beverly Hills 90210 (Beverly Hills)
  - Saison 4, épisode 21 Fou d'amour (Addicted to Love) : la première libraire

#### Téléfilms (intégrale)
- 1972 : Women in Chains de Bernard L. Kowalski : une femme
- 1973 : Bachelor-at-Law de Jay Sandrich : Mme Woodward
- 1976 : Amelia Earhart de George Schaefer : Mme Gallagher
- 1977 : The Hunted Lady de Richard Lang : une infirmière
- 1979 : Marciano de Bernard L. Kowalski : la superviseuse
- 1981 : Isabel's Choice de Guy Green : la propriétaire